# Culex ikelos
Culex ikelos är en tvåvingeart som beskrevs av Oswaldo Paulo Forattini och Sallum 1995. Culex ikelos ingår i släktet Culex och familjen stickmyggor. Inga underarter finns listade i Catalogue of Life.